# Hémodilution
L’hémodilution est la dilution du sang.
Elle peut se produire lors de l’afflux de liquides des tissus vers le sang, par exemple pour compenser la diminution de la masse sanguine lors d’une hémorragie. 
Elle peut également être la conséquence non voulue d'une intervention thérapeutique (perfusion de soluté physiologique, de plasma, etc.). Dans certains cas elle est recherchée par cette intervention, pour maintenir une tension artérielle viable. L'hémodilution est caractérisée par la diminution du poids, de la viscosité, du taux de protéines et de globules rouges du sang, accompagné d'une anémie. 
Contraire : hémoconcentration.